# Christoph Elsas
Christoph Elsas (* 1. August 1945 in Remscheid) ist ein deutscher evangelischer Theologe und Religionsgeschichtler.

## Leben
Nach humanistischem Abitur in Marburg absolvierte Christoph Elsas von 1964 bis 1971 ein Studium der Evangelischen Theologie, Philosophie, Semitistik und Islamwissenschaft an den Universitäten Marburg, Göttingen und Berlin-West. Er schloss es in Göttingen aufgrund einer bei Carsten Colpe erstellten religionsgeschichtlichen Arbeit zu Neuplatonismus und Gnosis mit der Promotion in Evangelischer Theologie ab. 
Elsas war 1971–1976 Wissenschaftlicher Angestellter im Sonderforschungsbereich Orientalistik Göttingen und 1979–1981 bei der Berlin-Forschung der Freien Universität Berlin. Er war von 1973 bis 1991 mit Lehraufträgen und als Hochschulassistent für Religionsgeschichte – mit Habilitation 1982 – am Seminar für Evangelische Theologie der Freien Universität Berlin sowie nach den theologischen Examina 1977–1979 mit Vikariat und Hilfsdienst und von 1987 bis 1991 als Pfarrer in der Evangelischen Kirche Berlin-West tätig. Von 1991 bis 2010 war er Professor für Religionsgeschichte im Fachbereich Evangelische Theologie der Philipps-Universität Marburg.

## Werke (Auswahl)
- Neuplatonische und gnostische Weltablehnung in der Schule Plotins, Berlin-NY 1975
- (Hg.): Religion: Ein Jahrhundert theologischer, philosophischer, soziologischer und psychologischer Interpretationsansätze, München 1975
- Ausländerarbeit, Stuttgart 1982
- (Hrsg.): Identität: Veränderungen kultureller Eigenarten im Zusammenleben von Türken und Deutschen, Hamburg 1983
- Religionsgeschichte Europas. Religiöses Leben von der Vorgeschichte bis zur Gegenwart, Darmstadt 2002
- Mystik in der Globalisierung: Diskurs und Traditionen der Chaldäischen Orakel im Kontext heutiger Religionsbegegnung. Rückfragen an die Traditionsstränge von Zarathustra, Gnosis, Platonismus und Augustin mit Übersetzung der Orakelfragmente und erläuternder Texte des Christen Psellos und des Hellenisten Numenios. Berlin 2017
- ([Mit-]Hrsg. von 6 Bänden Dokumentation der internationalen Rudolf-Otto-Symposien Marburg:) Bild und Bildlosigkeit. Beiträge zum interreligiösen Dialog/ Hermeneutik in Islam und Christentum/ Religiöse Minderheiten. Potentiale für Konflikt und Frieden/ Innerer Friede und die Überwindung von Gewalt. Religiöse Traditionen auf dem Prüfstand / Interreligiöse Verständigung zu Glaubensverbreitung und Religionswechsel/ Geschlechtergerechtigkeit: Herausforderung der Religionen, Hamburg 1994/1997/2004/2007 und Berlin 2010/2014
- ([Mit-] Hrsg.): Sterben, Tod und Trauer in den Religionen und Kulturen der Welt. 4 Bände, Hamburg 2007 und Berlin 2011/2015/2021
- Tradition und Translation: Zum Problem der interkulturellen Übersetzbarkeit religiöser Phänomene. Festschrift für Carsten Colpe zum 65. Geburtstag. Walter de Gruyter, Berlin 2011, ISBN 978-3-1108-6469-4